# Provincia Artvin
Provincia Artvin este o provincie a Turciei cu o suprafață de 7436 km², localizată în nord-estul țării lângă Marea Neagră.

## Districte
Artvin este divizată în 8 districte (capitala districtului este subliniată):
- Ardanuç
- Arhavi
- Artvin
- Borçka
- Hopa
- Murgul
- Șavșat
- Yusufeli